# (9008) Bohšternberk
(9008) Bohšternberk es un asteroide perteneciente al cinturón de asteroides, descubierto el 27 de enero de 1984 por Antonín Mrkos desde el Observatorio Kleť, České Budějovice, República Checa.

## Designación y nombre
Designado provisionalmente como 1984 BS. Fue nombrado Bohšternberk en honor al astrónomo y astrofísico checo Bohumil Šternberk.

## Características orbitales
Bohšternberk está situado a una distancia media del Sol de 2,176 ua, pudiendo alejarse hasta 2,409 ua y acercarse hasta 1,944 ua. Su excentricidad es 0,106 y la inclinación orbital 6,384 grados. Emplea 1173,20 días en completar una órbita alrededor del Sol.

## Características físicas
La magnitud absoluta de Bohšternberk es 13,9. Tiene 4,512 km de diámetro y su albedo se estima en 0,287.